# Могила неизвестного солдата (Арлингтон)
Могила неизвестного солдата — мемориал на Арлингтонском национальном кладбище в США.
Посвящён погибшим военнослужащим Соединённых Штатов, чьи останки не были опознаны. США стали третьей страной в мире, где появилась Могила неизвестного солдата.

## История
4 марта 1921 года Конгресс Соединенных Штатов одобрил захоронение неопознанного американского военнослужащего времен Первой мировой войны на Арлингтонском мемориальном амфитеатре. 

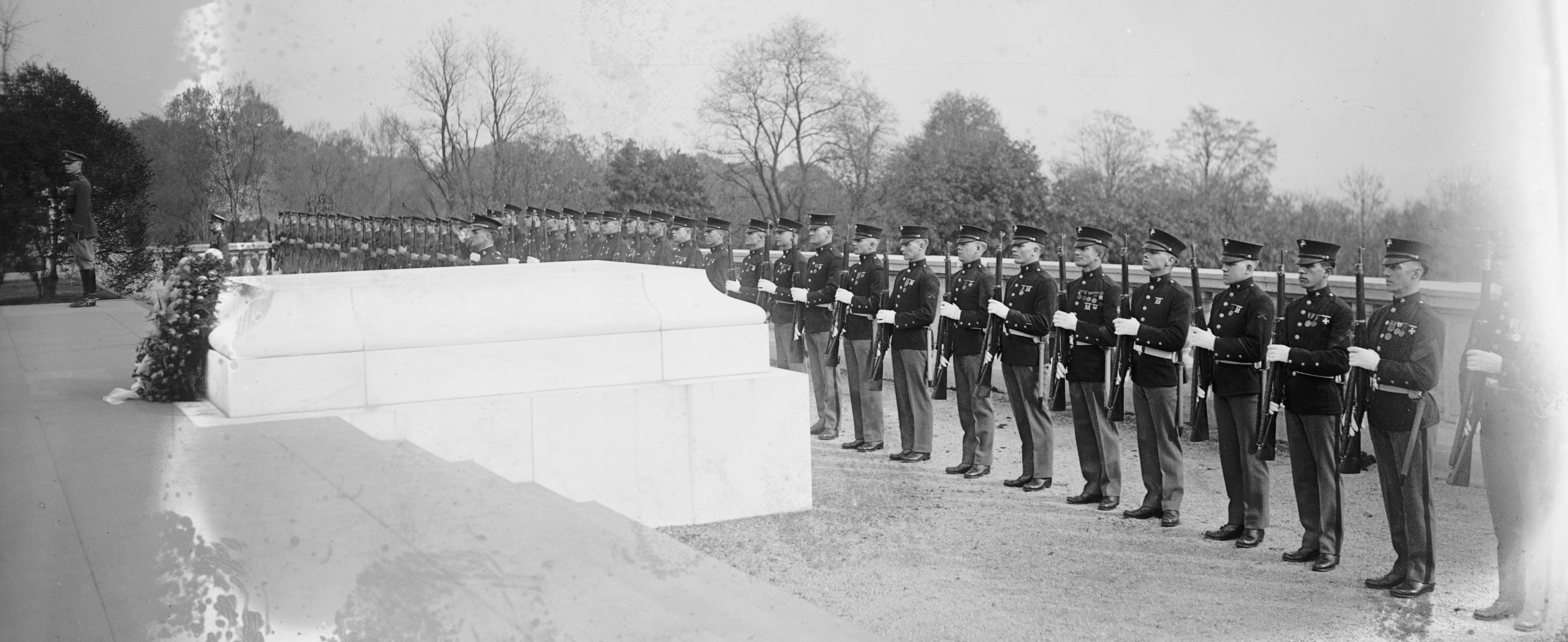
Надгробие в 1922 году

11 ноября 1921 года неизвестный солдат, тело которого было найдено во Франции, был торжественно похоронен под мраморным надгробием. В этом же году Конгресс санкционировал достройку гробницы и расходы для этого в размере 50 000 долларов. Конкурс дизайна выиграл архитектор Лоример Рич и скульптор Томас Джонс. Контракт на перестройку гробницы был заключён 21 декабря 1929 года. Её сборка началась в сентябре 1931 года и к концу этого же года была завершена. Отделочные работы были выполнены братьями Пиццирилли под руководством Томаса Джонса. Мемориальное надгробие было открыто без официальной церемонии 9 апреля 1932 года.
Позже рядом с главным саркофагом были открыты три плиты — могилы неизвестных солдат Второй мировой, Корейской и Вьетнамской войн.

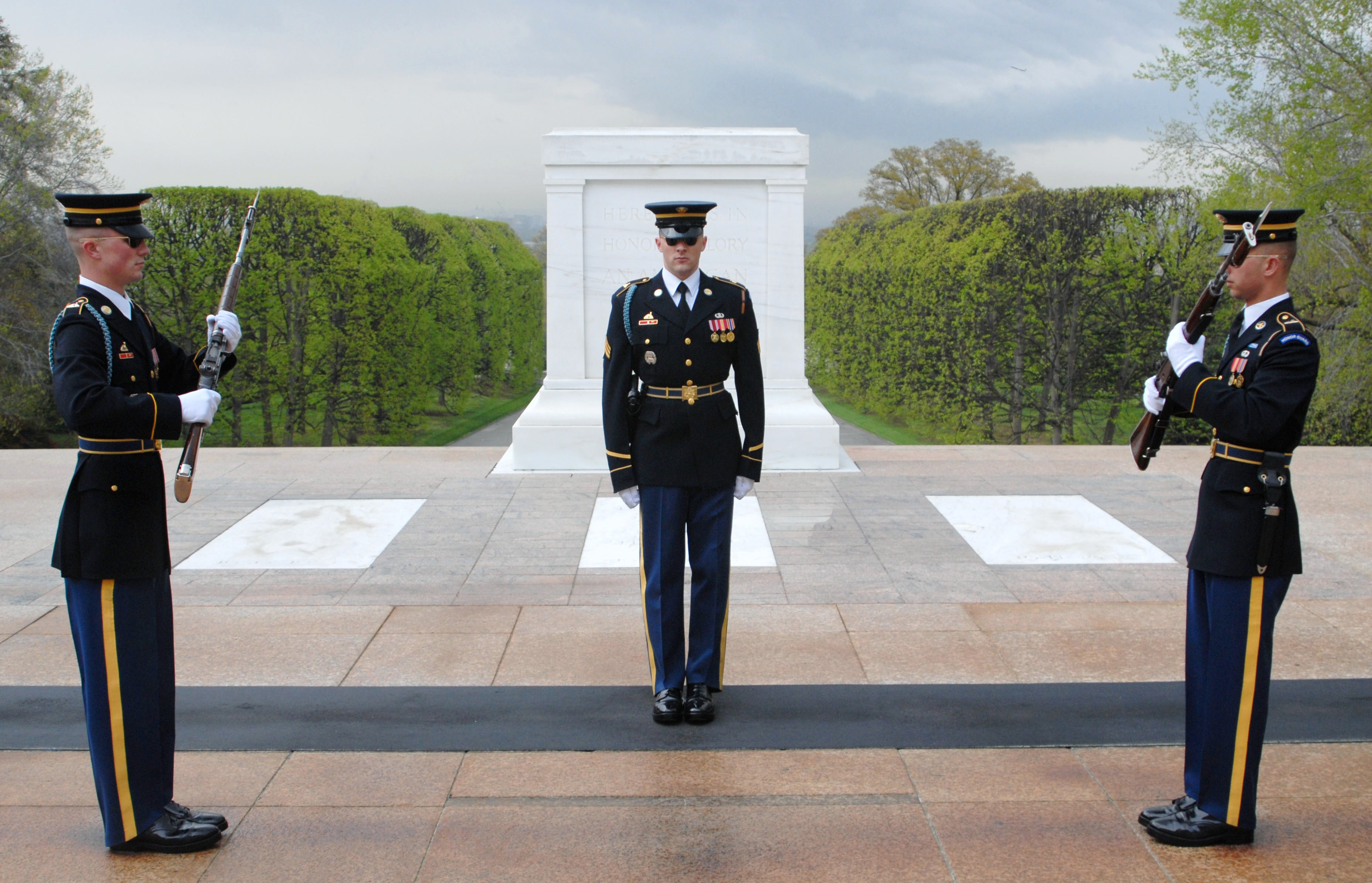
Смена караула, 2005 год

У этого мемориала находится и американский пост № 1, где часовые сменяются каждые полчаса. Дважды в год — в День поминовения и День ветеранов, к Могиле неизвестного солдата возлагается венок от президента США.